# Fishers Landing
Fishers Landing es un área no incorporada (o conocidas como aldea) ubicada en el condado de Jefferson en el estado estadounidense de Nueva York. Fishers Landing se encuentra ubicada dentro del pueblo de Orleans.

## Geografía
Fishers Landing se encuentra ubicada en las coordenadas 44°16′22″N 76°00′01″O / 44.27278, -76.00028.